# Pratt & Whitney R-985 Wasp Junior
Pratt & Whitney R-985 Wasp Junior — авиационный радиальный поршневой двигатель воздушного охлаждения с 9 цилиндрами, производившийся компанией Pratt & Whitney в период с 1930-х по 1950-е годы. Обозначение «R-985» в маркировке означает «радиальный двигатель объёмом 985 кубических дюймов», что соответствует объёму в 16,1 литров. Первые версии выдавали мощность 300 л. с. (220 кВт), позже широкое распространение получили двигатели мощностью 450 л. с. (340 кВт).
Wasp Junior устанавливали на множество малых гражданских и военных самолётов, в том числе на малые транспортёры, авиацию общего назначения, учебные самолёты, сельскохозяйственную авиацию и вертолёты. Всего было построено 39000 двигателей, многие из которых эксплуатируются и сегодня.

## Модификации
Wasp Junior A
Американская военная версия: R-985-1.
300 л. с. при 2000 об/мин при взлёте на уровне моря.
Wasp Junior TB, TB2
Американская военная версия: R-985-9, −11, −11A, −21, −46.
420 л. с. при 2200 об/мин на уровне моря, 440 л. с. при 2300 об/мин при взлёте. Ранняя B-серия рассчитывалась для эксплуатации на уровне моря.
Wasp Junior SB, SB2, SB3
Американская военная версия: R-985-13, −17, −23, −33, −48, −50; R-985-AN-2, −4, −6, −6B, −8, −10, −12, −12B, −14B.
400 л. с. при 2200 об/мин на высоте 460 м, 450 л. с. при 2300 об/мин при взлёте. B-серия, рассчитанная для эксплуатации на высоте.
Wasp Junior T1B2, T1B3
Американская военная версия: R-985-25, −27, −39, −39A; R-985-AN-1, −1A, −3, −3A.
450 л. с. при 2300 об/мин на высоте 450 м и при взлёте. Улучшенная B-серия для эксплуатации на уровне моря.
Wasp Junior B4
Американская военная версия: R-985-AN-5, −7.
450 л. с. при 2300 об/мин на высоте 700 м и при взлёте. Вертикальной установки, для вертолётов.
Wasp Junior SC-G
525 л. с. при 2700 об/мин на высоте 2900 м, 600 л. с. при 2850 об/мин при взлёте. Экспериментальный вариант с увеличенной мощностью и уменьшенным винтом редуктора.